# 114 (tal)
114 är det naturliga talet som följer 113 och som följs av 115.

## Inom matematiken
- 114 är ett jämnt tal.
- 114 är ett ymnigt tal
- 114 är ett sfeniskt tal
- 114 är ett Harshadtal
- 114 är ett Ulamtal.

## Inom vetenskapen
- 114 Kassandra, en asteroid
- Flerovium, atomnummer 114